# Robledo de Caldas
Robledo de Caldas es una localidad ubicada en la Comarca de Luna de la provincia de León, Comunidad autónoma de Castilla y León en España. Está situada a 1.222 m.s.n.m. Se ubica en el lugar denominado “El Rincón” del que forman parte tres pueblos, Robledo de Caldas, La Vega de Robledo y Caldas de Luna.
El nombre de Luna se supone de origen prerromano, de la época de los astures, habitantes originarios de estas tierras. El gentilicio de los habitantes de la Comarca de Luna es: tsuniegu / tsuniega en el habla de la Comarca (leonés). Se pueden hacer excursiones hasta los puertos de Las Agujas, Fontanales, Cubil, El Panazal, Campolamoso, La Ballota, La Braña y el Puerto de la Cubilla, con buenas vistas de puertos y pastos alpinos.

## Ubicación
Limita al norte con el Concejo de Lena (Principado de Asturias); al sur con el pueblo de La Vega de Robledo y al oeste con Sena de Luna.

## Historia
Se tiene constancia de que el antiguo pueblo de Robledo estaba situado en los prados denominados hoy “Los Casares”, los cuales quedaron sepultados por un corrimiento de tierras desde el lugar conocido como “La Majada del Monte” en tiempos muy antiguos, siendo esta una tradición oral que ha pasado a través del tiempo.  El Catastro del Marqués de la Ensenada del año 1752 aporta los siguientes datos sobre el pueblo:

Se trata de un lugar de Señorío, propiedad del Conde de Luna. Tiene terrenos de secano dedicados a trigales y centenales. También tiene prados de regadío. Posee 2 molinos harineros y el ganado del lugar es vacuno, lanar, cabrío y porcino. Tiene 19 casas habitadas y 5 construcciones para almacenar cebada y ganado, con 11 vecinos, 6 viudas, 1 soltero y 1 soltera. No tiene casa destinada a taberna.

En el Diccionario Geográfico de Madoz aparece, era parte del  partido judicial de Murias de Paredes antes de la desparición de este. Según esta obra, contaba con «34 casas; escuela de primeras letras; iglesia parroquial (San Salvador) servida por un cura de ingreso y patronato laical, y buenas aguas potables» y su economía se basaba en la producción de «granos, legumbres y pastos para el ganado que cría, que es lo que constituye su principal riqueza», y su población era de  34 vecinos y 136 almas.

## Costumbres
Juego de bolos durante el verano y filandones en el invierno. Siempre que el tiempo lo permite, un buen paseo hasta la Fontona es otra de las costumbres más arraigadas.
Concurso de Bolos en Caldas de Luna: http://senadeluna.es/galeria/Caldas_bolos_2012/index.html Archivado el 19 de junio de 2013 en Wayback Machine.